# Eurotettix simiraphael
Eurotettix simiraphael är en insektsart som beskrevs av Cigliano 2007. Eurotettix simiraphael ingår i släktet Eurotettix och familjen gräshoppor. Inga underarter finns listade i Catalogue of Life.